# Корылькы (нижний приток Таза)
Корылькы (устар. Каралька) — река в России, протекает по территории Красноселькупского района Ямало-Ненецкого автономного округа. Длина реки — 273 км, площадь водосборного бассейна — 5440 км². Впадает слева в левобережную протоку Таза. Среднегодовой расход воды — 50 м³/с.
Берёт начало на Верхнетазовской возвышенности и течёт с юга на север в пределах средней тайги.
Код водного объекта — 15050000112115300065321.

## Притоки
(км от устья)
- 53 км: Кэльмутылькикэ
- 79 км: Консэркикэ
- 86 км: Сарын
- 107 км: Айёган
- 153 км: Лёкъёхан
- 164 км: Мемельенкайихол
- 165 км: Стрежневая
- 181 км: Ланкиванпайёхан
- 190,1 км: Выдровка
- 190,6 км: Эллеихл
- 193 км: Пожневая
- 210 км: Пихтиен
- 217 км: Кыпа-Корылькы
- 247 км: река без названия
- 249 км: Сэсыкаралька